# Swetoslaw Kowatschew
Swetoslaw Swetlosarow Kowatschew (bulgarisch Светослав Светлозаров Ковачев; * 14. März 1998 in Plewen) ist ein bulgarischer Fußballspieler.

## Karriere

### Verein
Kowatschew begann seine Karriere bei Ludogorez Rasgrad. Im Dezember 2015 spielte er erstmals für die Reserve von Ludogorez in der Wtora liga. Im Mai 2016 folgte dann gegen Beroe Stara Sagora sein Debüt für die Profis Rasgrads in der Parwa liga. In der Saison 2015/16 kam er insgesamt zu zwei Einsätzen im Oberhaus sowie zu elf für Ludogorez II in der zweiten Liga. In der Saison 2016/17 absolvierte er drei Erstliga- und 19 Zweitligaspiele. In der Saison 2017/18 spielte er fünfmal in der höchsten Spielklasse, 24 Mal kam in der zweiten Liga zum Zug. In allen drei Saisonen Kowatschews als Profi von Rasgrad wurde das Team bulgarischer Meister.
Zur Saison 2018/19 wurde er innerhalb der Parwa liga an den FC Dunaw Russe verliehen. Für Russe kam er zu 29 Einsätzen in der höchsten Spielklasse. Zur Saison 2019/20 wurde er an den SFK Etar Weliko Tarnowo weiterverliehen. Für diesen absolvierte er bis zur Winterpause 19 Spiele in der Parwa liga. Im Januar 2020 folgte die dritte Leihe, Kowatschew schloss sich diesmal Arda Kardschali an. In einem Jahr kam er zu 23 Einsätzen für Arda. Im Januar 2021 kehrte er nach Rasgrad zurück. Aufgrund eines bestehenden Vorvertrags mit Arda für die Saison 2021/22 spielte er aber bei Ludogorez keine Rolle mehr.
Zur Saison 2021/22 kehrte er daraufhin nach Kardschali zurück. In der Saison 2021/22 absolvierte er 24 Partien, in denen er vier Tore erzielte. In der Saison 2022/23 erzielte er acht Tore in 34 Ligaspielen. Nach weiteren zwei Einsätzen zu Beginn der Saison 2023/24 wurde Kowatschew im August 2023 nach Russland an Achmat Grosny verliehen. Während der Leihe kam er zu 24 Einsätzen in der Premjer-Liga. Zur Saison 2024/25 wurde er von den Tschetschenen anschließend fest verpflichtet.

### Nationalmannschaft
Kowatschew nahm 2015 mit der bulgarischen U-17-Auswahl an der Heim-EM teil. Beim Turnier kam er in allen drei Partien zum Zug, der Gastgeber schied aber bereits in der Vorrunde aus. 2017 wiederum qualifizierte er sich mit dem U-19-Team für die EM in Georgien. Kowatschew absolvierte beim Turnier ein Spiel, mit seinem Team scheiterte er erneut in der Vorrunde. Zwischen 2018 und 2019 spielte er sechsmal für die U-21-Auswahl.
Im September 2018 wurde er erstmals für die A-Nationalmannschaft nominiert. Sein Debüt im Nationalteam gab er dann im Februar 2020 in einem Testspiel gegen Belarus.

## Persönliches
Kowatschews Bruder Latschesar (* 1999) ist ebenfalls Fußballspieler.